# Rambla de Aragón (Lérida)

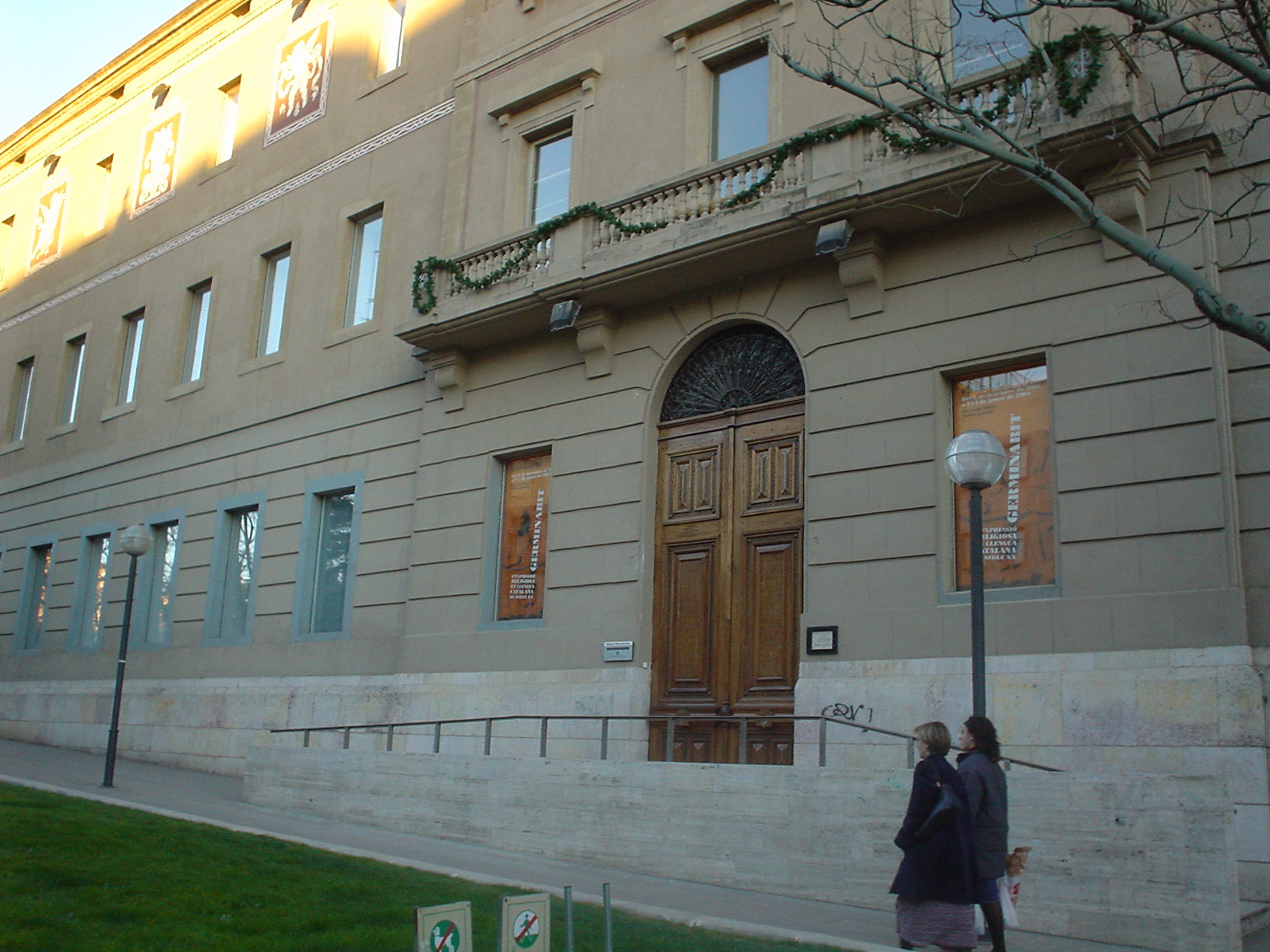
Biblioteca Pública de Lérida.

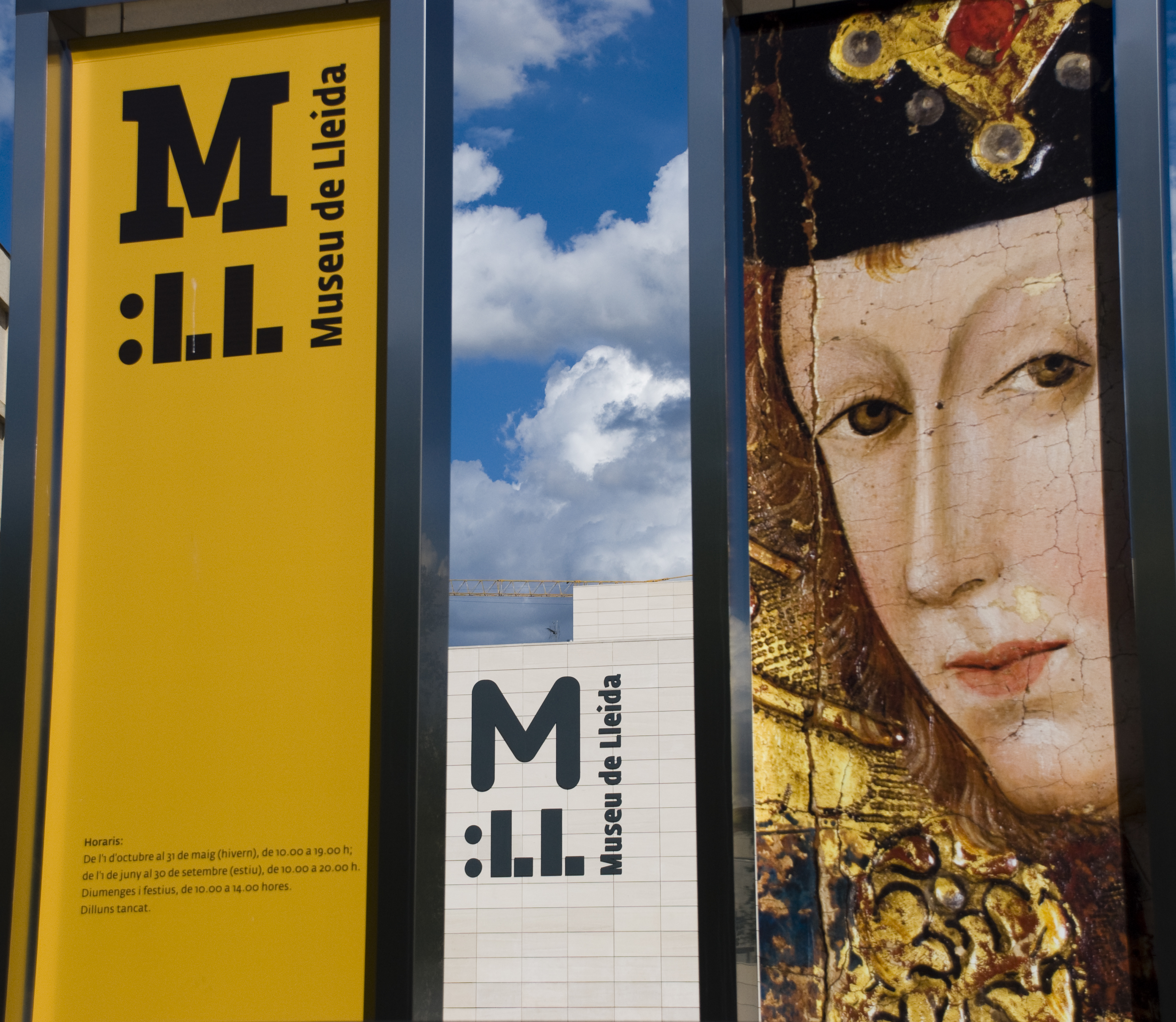
Museo de Lérida.

La rambla de Aragón (en catalán y oficialmente Rambla d'Aragó) es una importante vía en el distrito Universidad de Lérida, Cataluña, España. En un principio fue una calle peatonal con un mercado callejero y un servicio de tranvía, con el paso de los años sufrió numerosos cambios y hoy en día es una calle regular transitada por coches con 3 carriles en cada sentido. Comienza en plaza de Cervantes y acaba en avenida de Cataluña. Alberga la antigua casa de la maternidad, hoy la Biblioteca pública de Lérida, edificios modernistas como Balash, el Palacio del Obispado de Lérida, el Museo de Lérida Diocesano y Comarcal, así como la Universidad de Lérida, construida en el siglo XIX de estilo neogótico. Está protegida como bien cultural de interés local. 

## Descripción
Aunque no es propiamente una rambla, por la falta de generosidad con el espacio para los peatones, esta calle ancha constituye frontera entre el Casco Antiguo y la ciudad moderna de Lérida, acogiendo numerosos edificios de equipamiento, entre ellos la universidad.
Un paseo lateral arbolado, ajardinado y pavimentado para peatones y una vía rodada central de circunvalación de la ciudad terminan con hitos urbanísticos y escultóricas.

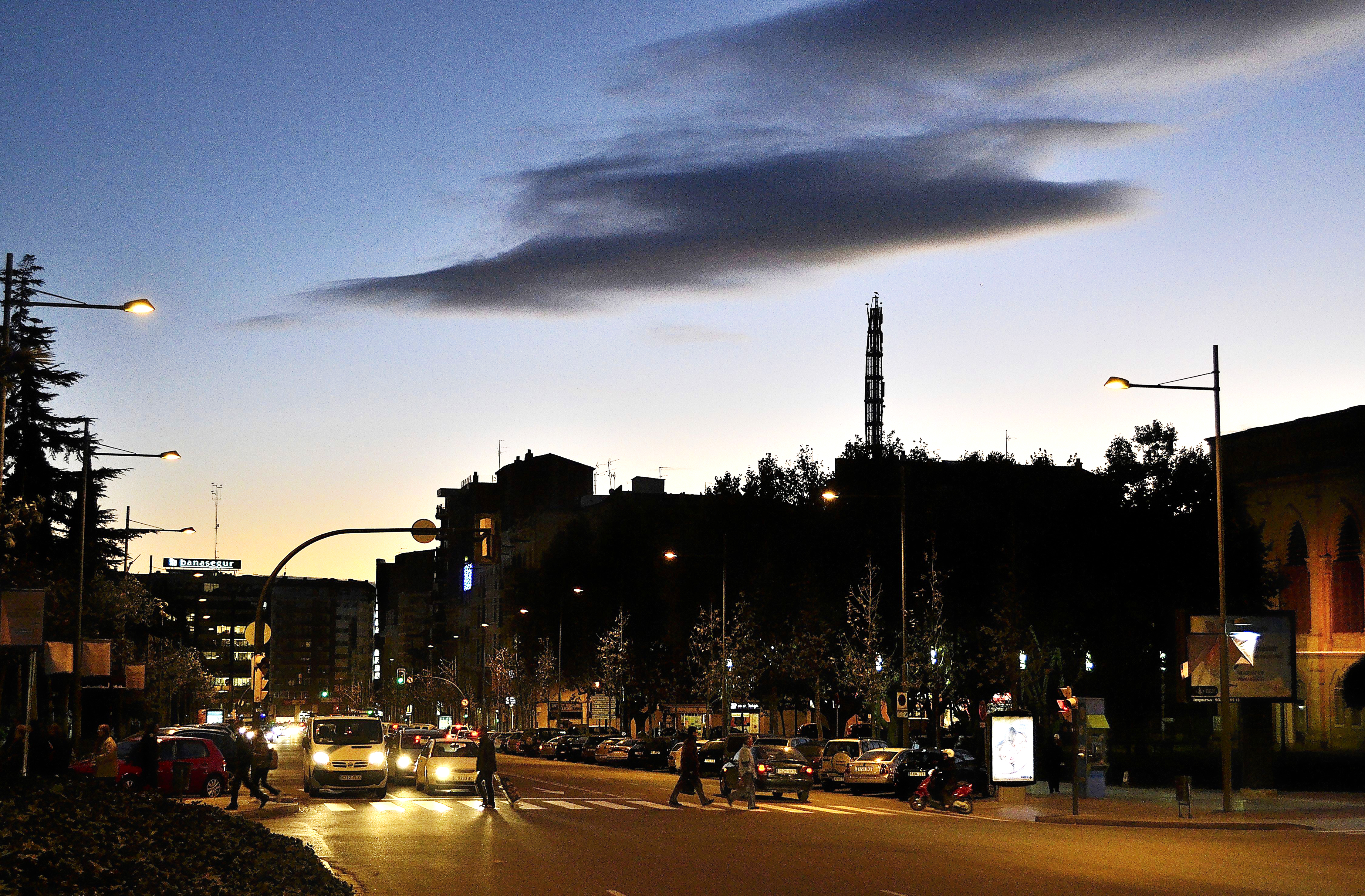
Rambla de Aragón vista desde la plaza Cervantes (Lleida)

## Historia
El comienzo de la consolidación urbana se sitúa en el derribo de las murallas en 1861. La estructura de rambla se mantiene durante muchos años. En los años sesenta se hace desaparecer del ámbito, que había en el centro, para los peatones y se crean amplias aceras laterales que en el margen izquierdo adquiere la categoría de paseo. Oficialmente se dijo primero paseo de Poniente y la denominación de rambla Aragón es más tardía.